# Ратиборський замок
Ратиборський замок (пол. Zamek w Raciborzu)  —  замок, розташований у місті Ратибор Сілезького воєводства у Польщі. 

## Історія

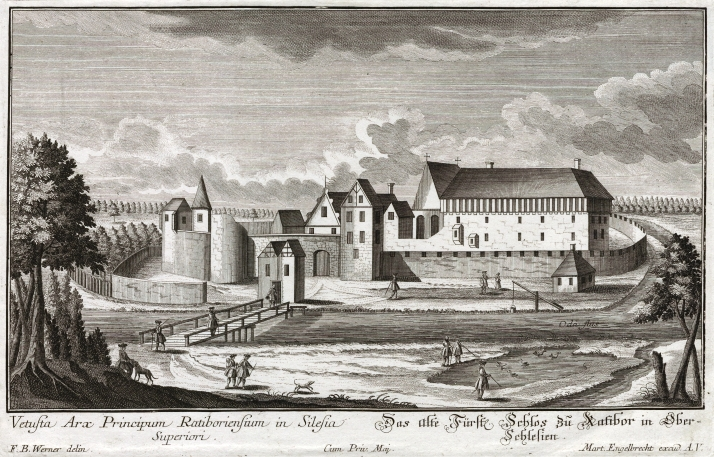
Замок на межі XVII і XVIII століть

Вважається, що перша згадка про городище у Ратиборі походить з 845 року та міститься у документі під назвою «Баварський географ». У ньому згадується плем'я голенжиців, що мешкало у басейні Верхньої Одри та мало там п’ять містечок. Дослідники припускають, що одним з них був Ратибор. Також висловлюються припущення, що можливо легендарна столиця квадів — Ебуріум теж знаходилася тут.
Вже близько 1000 року у Ратиборі ймовірно існувало прикордонне укріплення. Польський історик Кароль Малечинський вважає, що воно виникло у другій половиною Х століття. Ця гіпотеза підтверджується археологічними розкопками, проведеними у замку. Місце для замку було обрано не випадково, адже використовувався острів, утворений природним вигином річки Одри та її рукавом. 
Близько 1038 року Ратибор, як і вся Сілезія, потрапив під владу чехів. Укріплення у Ратиборі вперше було згадане у Хроніці Галла Аноніма у записі від 1108 року. У той час тут знаходилася прикордонна фортеця каштелянів. Згідно з інформацією, що міститься у Хроніці, твердиня належала моравцям, а лицарі Болеслава Кривоустого заволоділи нею без бою, адже моравські лицарі покинули фортецю, внаслідок поразки, якої вони зазнали раніше. На той час Ратибор був важливим об'єктом в оборонній системі на польсько-чеському кордоні. 
З 1108 року і аж до початку XIV століття замок перебував під владою П’ястів. До першої половини XIV століття тут проживав каштелян, а з кінця XIV століття до 1743 року замок також був садибою старости ратиборського замкового округу. З 1172 року замок був також князівською резиденцією. За правління Болеслава Кривоустого замок був однією із важливих оборонних споруд, що захищали південний кордон польської держави. У 1146 році у замку проживав Владислав II Вигнанець, якого вигнали його брати. У 1172 році Мєшко IV Кривоногий зробив Ратибор столицею свого князівства. На період його правління припадає епоха розквіту міста. 
За панування Мєшка IV Кривоногого у замку функціонував монетний двір, також тоді було споруджено романську замкову каплицю. У 1201 році, після смерті свого брата Болеслава I Високого та його сина Ярослава, Мєшко зайняв Ополе, створивши Опольсько-Ратиборське князівство. Ратибор був тоді резиденцією князівського двору. 
У 1211 році, після смерті Мєшка, владу успадкував його син Казимир, за часів його столицею князівства стало Ополе. У 1222 році було згадано ратиборського каштеляна — Стойгнева. Близько 1238 року Опольсько-Ратиборське князівство перейшло у володіння неповнолітнього князя Мєшка, який частіше перебував у Ратиборі, про що свідчить більша кількість документів, виданих у цьому місті. Джерела засвідчують, що замок був сильно укріплений, його оточував дерев'яно-земляний вал, а також додатково з півдня Одра та з інших боків її руками. Про сильне укріплення фортеці свідчить відбиття нападу монголів у січні 1241 року. У 1246 році князівство перейшло у володіння князя Владислава, який також частіше перебував у Ратиборському замку. У 1249 році, Ратибор облягали війська оломоуцького єпископа Бруно з Шауенбурга. Це було помстою за попереднє вторгнення Владислава до Опавської землі. Спроби захопити замок завершилися невдачею, однак місто було спалене. 
Після смерті князя Владислава замок належав його молодшому синові Пшемиславу. За його правління замок перебудували, тоді постала низка мурованих будівель, у тому числі замкова каплиця. У 1285—1287 роках у місті проживав вроцлавський єпископ Томаш II, який вступив у конфлікт із вроцлавським князем Генриком IV Праведним. У 1288 році за його сприяння при замковій каплиці постав колегіатський капітул, що було виразом його вдячності за виявлену гостинність. 
На межі XII—XIII століть фортецю було перебудовано у готичний замок. У той же час дерев’яний частокіл на валах замінили мурами з вежами. За даними археологічних розкопок, перші цегляні споруди було споруджено тут у другій половині XIII століття. Черговий розквіт замку наступив за правління князя Пшемислава та його сина Лешка. Близько 1290 року князь Пшемислав Ратиборський доручив збудувати готичну каплицю святого Томаса Бекета. 
Після смерті ратиборського князя Лешка у 1336 році лінія ратиборських П'ястів згасла, а замок перейшов у володіння опавських Пржемисловичів, зокрема Миколая II. Однак ті, головним чином, мешкали в Опаві, внаслідок чого замок втратив своє значення. 
Приблизно з 1383 року в замку мешкали повітові старости. Ця посада існувала аж до 1743 року. У 1416 році колегіату було перенесено до костелу Успіння Пресвятої Богородиці в Ратиборі. 
У 1521 році, після смерті опавсько-ратиборського князя Валентина Горбатого, замок перейшов у володіння опольського князя Яна II Доброго. Після його смерті у 1532 році, Ратибор став власністю чеського короля Фердинанда Габсбурга. З того ж року походить згадка про існування пивоварні при замку. Незабаром замок перейшов у власність маркграфа Геогра Гогенцоллерна як застава за борги. У 1532—1533 роках він відреставрував пошкоджені будівлі замку.  Після сплати боргу Гогенцоллернам, замок повернувся у володіння Габсбургів. Імператор Фердинанд I передав Опольсько-Ратиборське князівство Ізабеллі Ягеллонці, дочці Сигізмунда I Старого та Бони Сфорци, після того, як вона відмовилася від прав на угорську корону. У 1556 році вона відмовилася від своїх сілезьких маєтностей і повернулася до Угорщини. 
З 1558 року Опольсько-Ратиборське князівство було підпорядковане імператорам, а замком керували особи, які отримували його як заставу або були лише його адміністраторами. У 1564 року замок як заставу від імператора в обмін на позику отримала родина Опперсдорфів. У 1587 році у замку, по дорозі до Кракова, ночував ерцгерцог Максиміліан Габсбург. 
У 1604 році Ратиборське князівство як застава, включно із замком,  перейшло до баронів Балтазара та Георга фон Меттіхів, які відбудували замок, а згодом й остаточно його викупили. На початку XVII століття замок було перебудовано, після якої фасад каплиці набув барокового вигляду. Черговими власниками замку були: Георг Гогенцоллерн, Ян Зигмунт Баторій, а внаслідок Тридцятилітньої війни з 1622 р. — трансільванський князь Габор Бетлен. У 1628 році замок придбав імператор Фердинанд II Габсбург. У 1637 році в замку спалахнула пожежа, і його відбудову доручили італійським майстрам, які серед іншого також збудували замок у Глогувку. Внаслідок робіт, проведених у замку, було перебудовано північно-східне крило, до якого додали збагачене аркадні клуатри та лоджію. Окрім того, було розширено південно-східне крило. Барокового вигляду також набула надбрамна вежа. З 1642 року замок знову опинився у володінні родини Опперсдорфів, зокрема графа Георга III. 
У 1645 році Ратиборське князівство перейшло у володіння родини Ваз. У березні 1656 року Король Польщі Ян Казимир призначив графа Франциска Єузебіуша фон Опперсдорфа старостою Опольсько-Ратиборського князівства. Це була своєрідна подяка за притулок під час шведської навали. У 1666 році Ратиборське князівство знову повернулося до Австрії, але граф фон Опперсдорф залишався його старостою до своєї смерті у 1691 році.  
У 1670 році замок та місто відвідала імператриця Елеонора, яка подорожувала до Ченстохови, на весілля своєї дочки з королем Польщі Михалом Корибутом Вишневецьким. 
24 серпня 1683 року в замку по дорозі до Відня гостював польський король Ян III Собеський.   
У 1712 році Франциск Євзебіуш II фон Опперсдорф продав замок барону Каролю Генріху фон Собеку і Раутену. Згодом замок часто змінював власників, до числа яких належали родини: Шлабрендорфів, Вільчеків та Ройсів фон Плауен. Нові власники не надто опікувалися замком, що спричинило його занепад. У 1791 році граф Генріх XLIII Ройс продав замок до прусської скарбниці. Проте вже невдовзі, у 1799 році, замок виміняв собі граф фон Плеттенберг-Віттем. 
Граф фон Плеттенберг-Віттем володів замком Рациборжа до 1805 року, коли той перейшов до прусського міністра і камергера Вільгельма Людвіка Георга, князя цу Зайн-Вітгенштайн. Під час Наполеонівських воєн у замку було облаштовано польовий госпіталь для французьких солдатів. Ймовірно, що князь був лише номінальним власником замку, а фактично ним володів курфюрст фон Гессен-Кассель. Причиною цього могло бути те, що Прусське королівство, будучи євангельським, не хотіло укладати угоду напряму з католицьким курфюрстом фон Гессен-Касселем. Нарешті, у 1812 році замок перейшов у володіння курфюрста.  
У 1820 році володарем Ратиборського князівства став ландграф Віктор Амадеуш фон Гессен-Ротенбург. Той, вирішив оселитися у Ратиборі, але оскільки замок не був придатний для виконання функцій магнатської садиби, він пристосував для цих потреб цистерціанський монастир у Рудах. 
У 1834 році, після бездітної смерті ландграфа, замок успадкував племінник його дружини Віктор Маурицій фон Гогенлое-Шиллінгсфюрст. Його родина володіла замком аж до 1945 року.  В замку мешкали їх управителі, а поруч із ним було споруджено будинок князівської адміністрації. 
У 1858 році замок постраждав внаслідок чергової пожежі. Південне крило замку згодом розібрали, а на місці північного та частково західного крила було споруджено нове приміщення пивоварні. Було змінено планування кімнат у західній частині, а господарчу будівлю перетворено на солодівню. До північно-західної частини добудували возовню. Також було відновлено готичний передній фасад каплиці. Реконструкцією керували Юліуш Старке та столяр Роберт Рашдорф.  Пивоварню було відкрито 8 жовтня 1859 року. 
У 1893 році власником замку став Віктор Амадеуш II фон Гогенлое-Шиллінгсфюрст. 
У 1923 році, після смерті Віктора II, замок перейшов у володіння герцога Віктора Августа Марії III фон Ратібора, який помер у 1945 році. 
До 1945 року в замку мешкали чиновники герцога. Під час боїв Другої світової війни будівлі замку не були пошкоджені. З 1945 року замок став власністю польської держави. Спочатку в ньому розміщувався архів, в частині герцогського палацу були квартири, а пивоварня відновила виробництво пива. У 1950-их років розпочався поступовий занепад замку. Житловий будинок у південно-східній частині було знесено, оскільки він постраждав під час пожежі. Вівтар, органи та лави в каплиці було знищено.Згодом було також розібрано будинок возовні та клуатри, а приміщення замкового будинку ще більше занепали. У 90-их роках ХХ століття розпочалося поступове відновлення замку. 

## Сучасність
У 2008 році розпочався капітальний ремонт замку, значну частину коштів на який виділив Європейський Союз. Ремонт завершився у 2012 році, після чого замок було знову відкрито для відвідування туристами. 

## Архітектура
Замок має як готичні, так і ренесансні елементи, однак характерні риси цих стилів вже значною мірою стерлися. Всі будівлі вимурувані з цегли та оштукатурені. 
Основна частина будівель замку знаходиться у східній частині, яка є неоднорідною за своїми функціями та часом побудови. З півночі розташований житловий будинок, який опирається на старі мури готичного замку, а також каплиця, надбрамний будинок та руїни південно-східного житлового будинку. 
Житловий будинок, який неодноразово перебудовували, зведено на плані витягнутого прямокутника, східна сторона якого злегка скривлена. В наш час він має два поверхи та підземелля. Вікна в будівлі розташовані нерегулярно, а двосхилий дах має люкарни.   
Замкову каплицю часто називають перлиною сілезької готики або ж сілезькою Сент-Шапель. 
Її було побудовано з цегли на прямокутному плані розмірами 8,5 на 13 метрів на фундаменті попереднього храму та оштукатурено. 
Північно-західна частина замку використовується переважно в господарських цілях. Після пожежі у 1858 році тут було збудовано пивоварню, внаслідок чого ця частина втратила свою історичну цінність.   

## Світлини

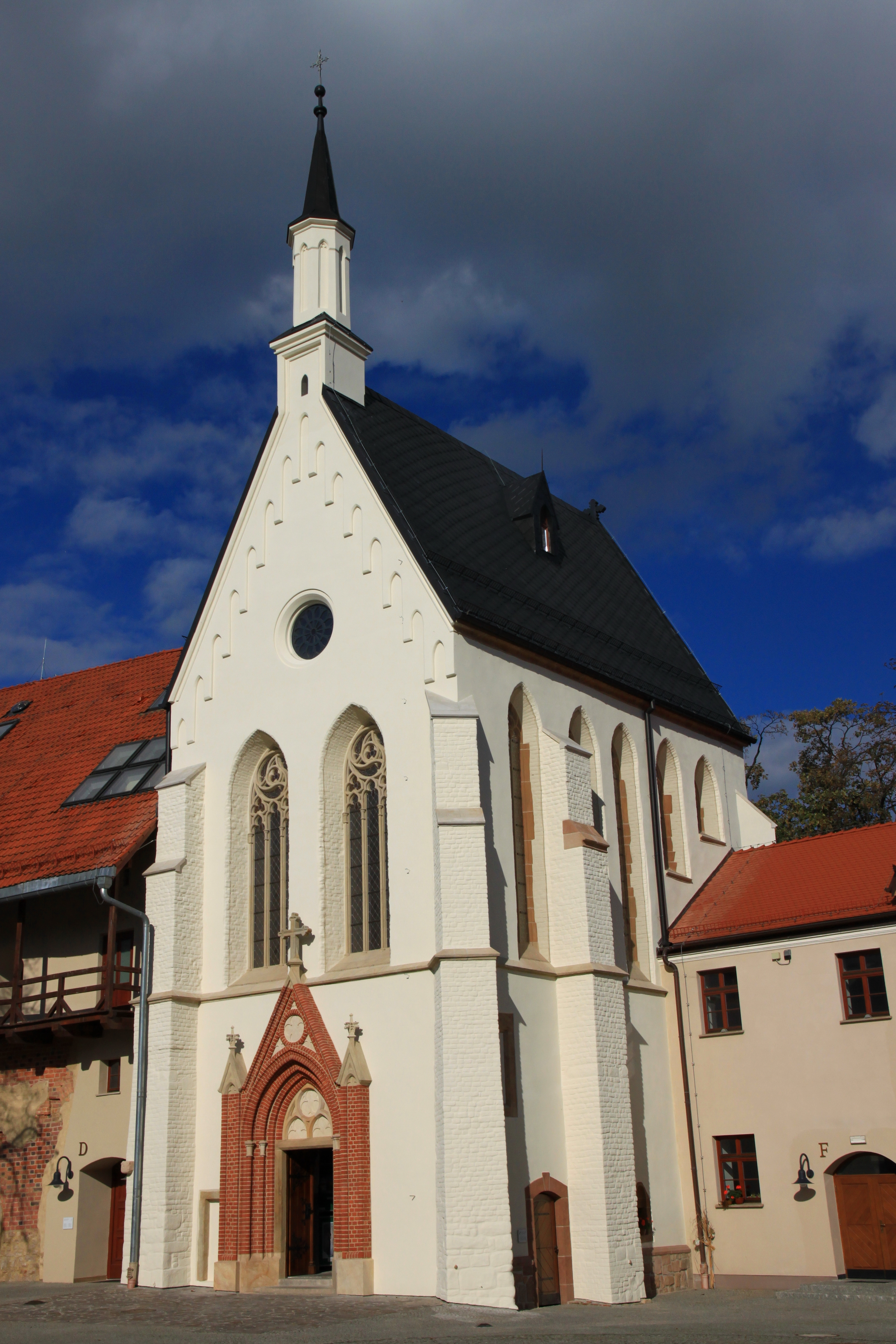
Замкова каплиця
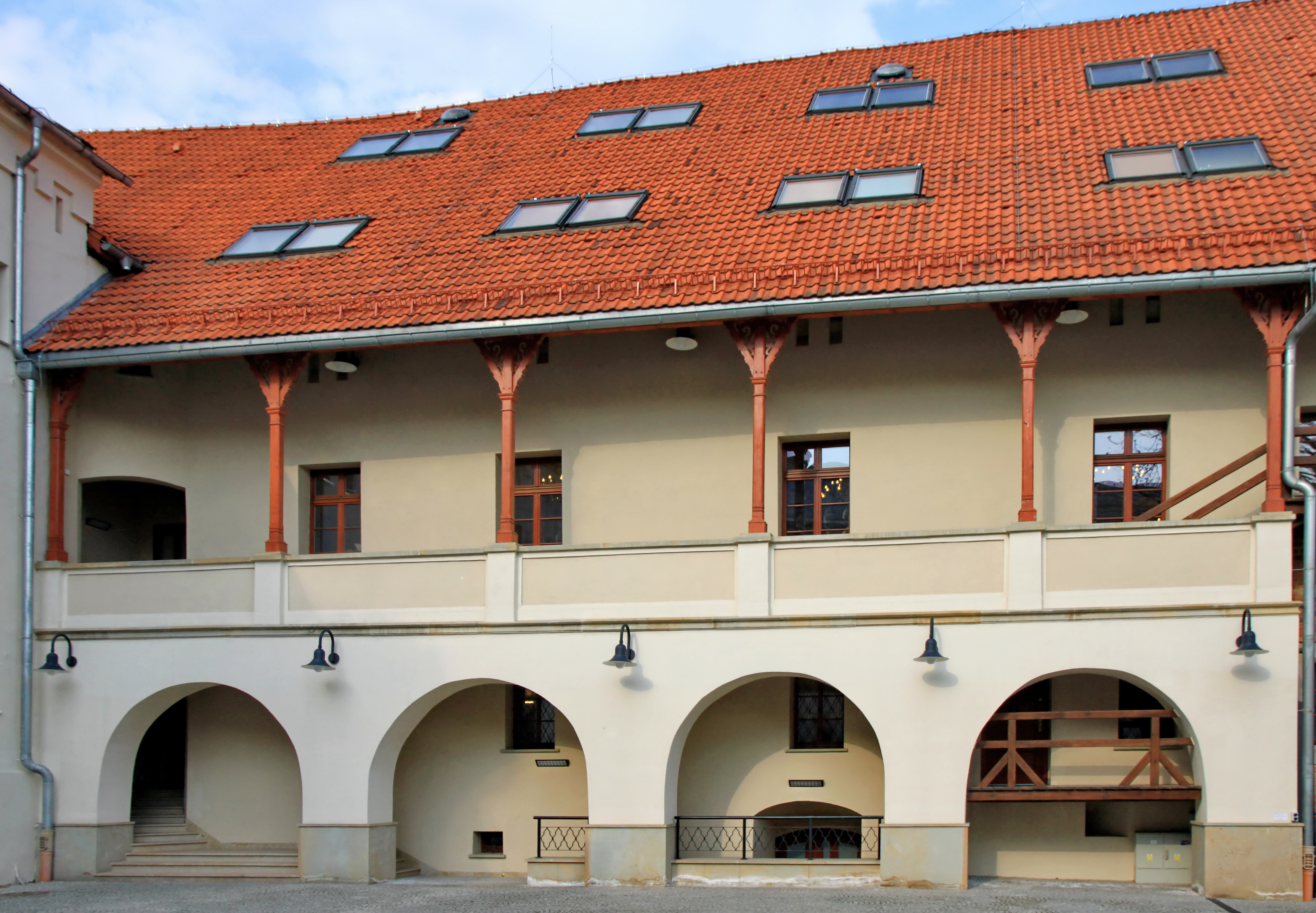
Житловий будинок замку
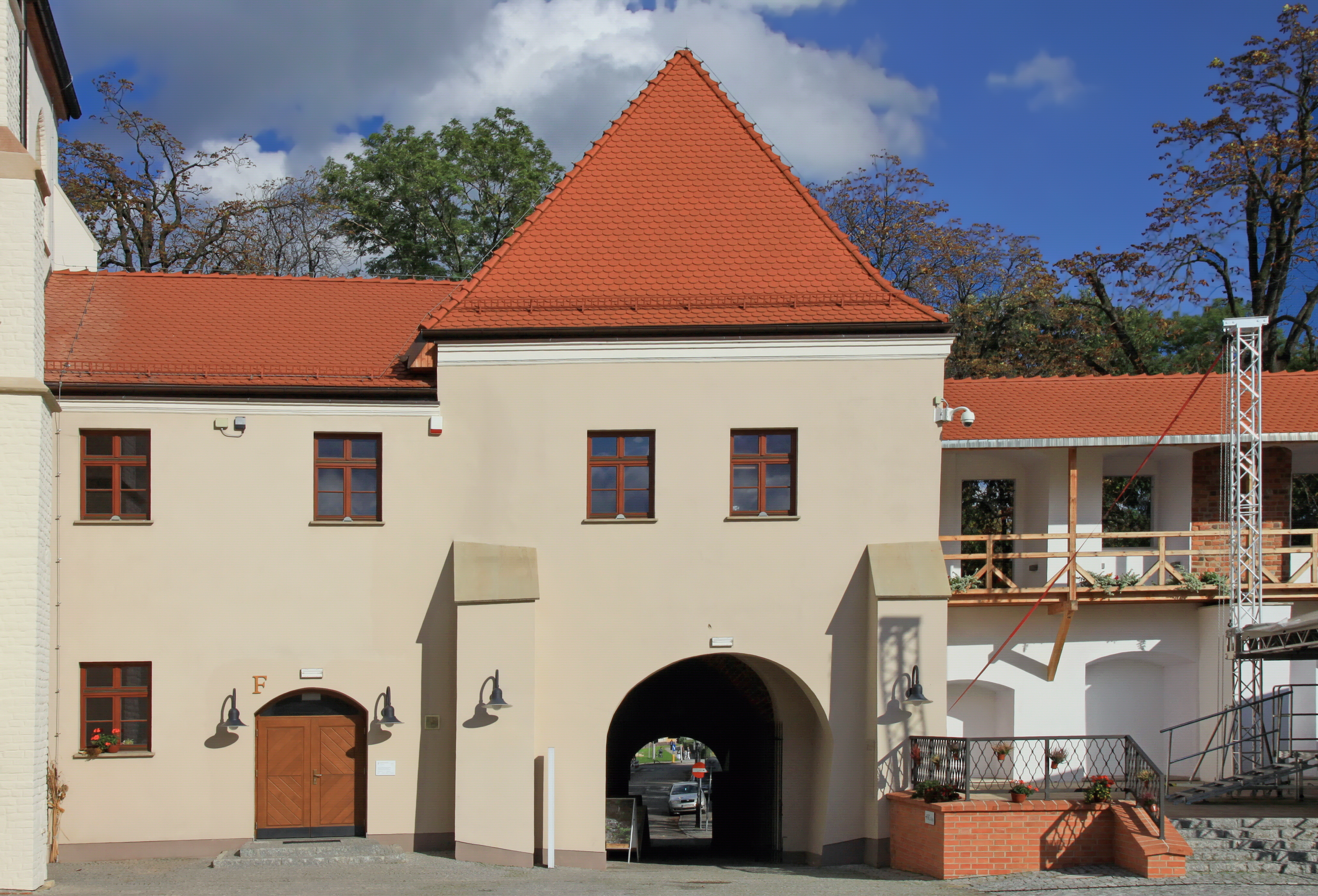
Надбрамний будинок
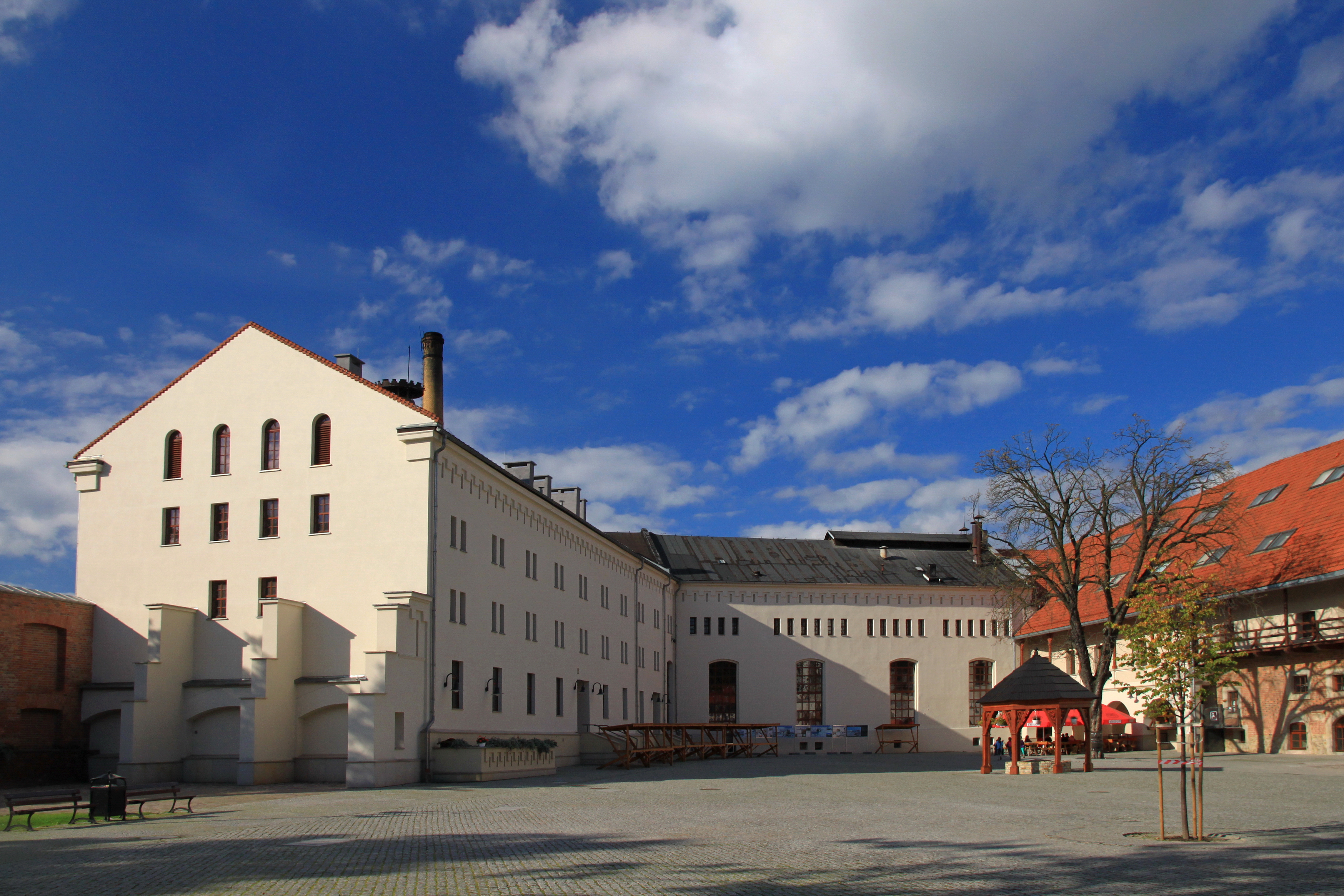
Північно-східне крило замку зі сторони подвір'я
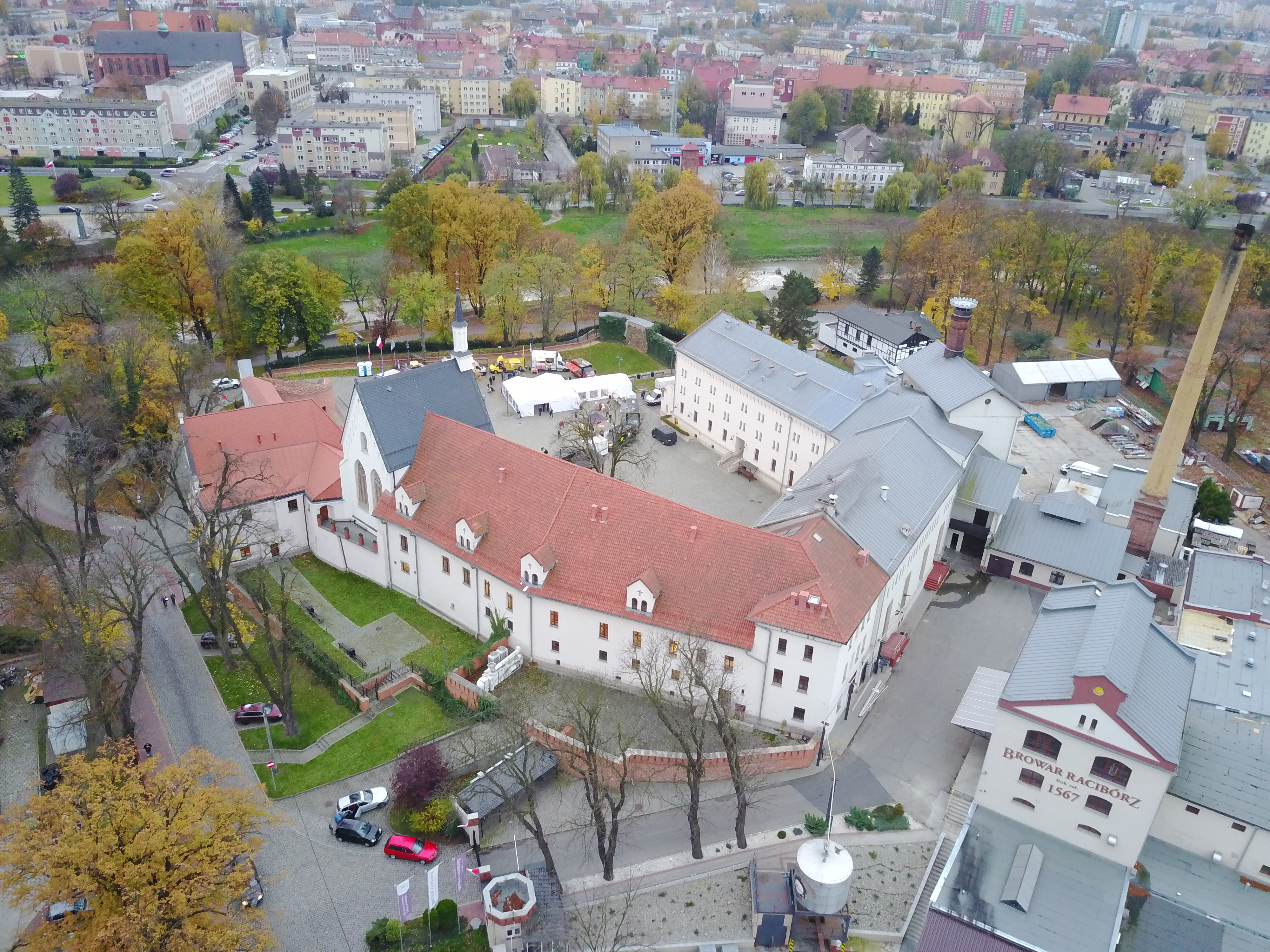
Вигляд замку з льоту птаха